# Anna Goodale
Pour les articles homonymes, voir Goodale.
Anna Goodale est une rameuse américaine née le 18 mars 1983 à Montville (Maine).

## Biographie
Aux Jeux olympiques d'été de 2008 à Pékin, elle remporte la médaille d'or en huit avec Erin Cafaro, Lindsay Shoop, Elle Logan, Anna Mickelson-Cummins, Susan Francia, Caroline Lind, Caryn Davies et Mary Whipple.

## Palmarès

### Jeux olympiques
- Jeux olympiques d'été de 2008 à Pékin,  Chine
  -  Médaille d'or en huit

### Championnats du monde d'aviron
- 2010 à Karapiro,  Nouvelle-Zélande
  -  Médaille d'or en huit
- 2009 à Poznań,  Pologne
  -  Médaille d'or en huit
- 2007 à Munich,  Allemagne
  -  Médaille d'or en huit
- 2006 à Eton,  Royaume-Uni
  -  Médaille d'or en huit